# پیکسل

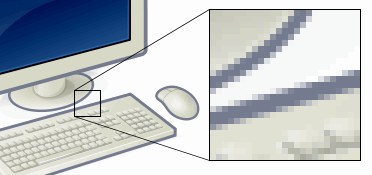
نمونه فوق، تصویری را نمایش می‌دهد (سمت چپ) که بخشی از آن به میزان قابل توجهی بزرگ شده (سمت راست). در این بخش، پیکسل‌های تشکیل‌دهنده تصویر به شکل مکعب‌های کوچکی قابل مشاهده‌اند

پیکسل یا تَصدانه (به انگلیسی: Pixel) در تصاویر دیجیتالی به کوچک‌ترین جزء ساختاری یک تصویر را می‌گویند. پیکسل را بعضاً در مباحث مربوط به گرافیک و تصویر، نقطه نامیده و آن را کوچک‌ترین نقطهٔ تشکیل‌دهندهٔ تصویر نیز می‌خوانند.
اگر تابع f زیر را با دو متغیر حقیقی مستقل x و y در نظر بگیریم،
{\displaystyle f(x,y)}
که در آن {\displaystyle -\infty \leq x\leq \infty }
و {\displaystyle -\infty \leq y\leq \infty } است، می‌توان با نسبت‌دادن ارزشی (مثل روشنایی یا شدت) به f آن را بر روی صفحه‌ای نمایش داد. در این صورت f یک تصویر نامیده می‌شود، و نقطه (x,y) یک پیکسل نامیده می‌شود.
پیکسل عناصر سازنده تصویر و در واقع کوچک‌ترین جزء تشکیل‌دهندهٔ هر تصویر رقمی (دیجیتال) و خلاصه شده دو واژه Pictures و Element است؛ یعنی Pix به معنی Pictures و El از کلمه Element با هم ترکیب شده‌اند. فرهنگستان زبان و ادب فارسی برای این ترکیب واژه «تصویردانه» و از ترکیب این دو، واژهٔ مخفف «تَصدانه» را ساخته و تصویب کرده است.

## مگاپیکسل

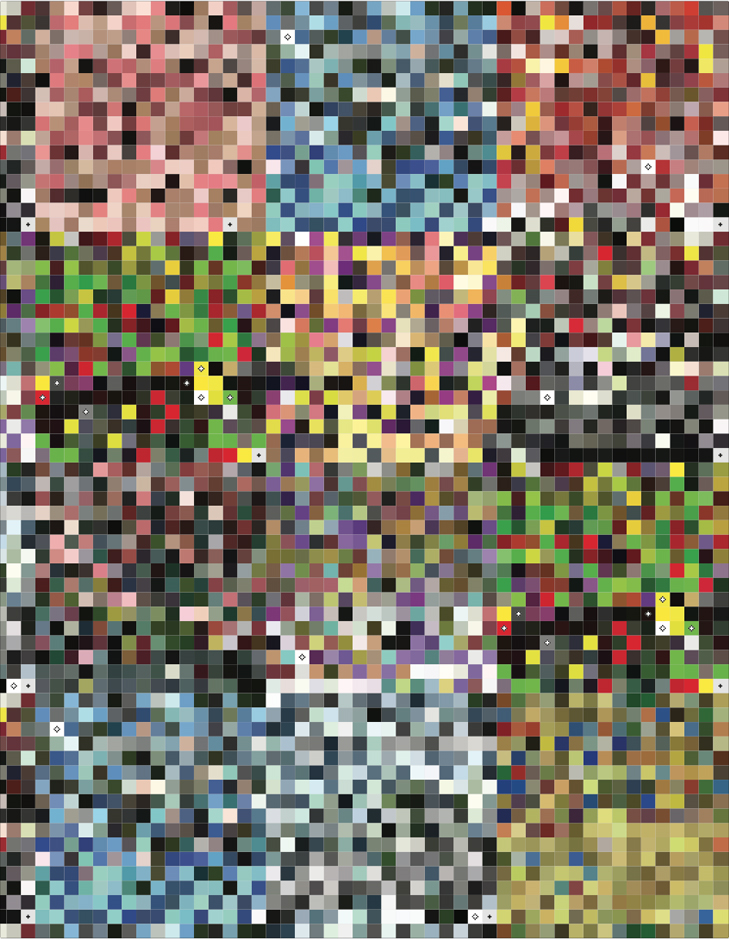
Pixel art

مگاپیکسل (به انگلیسی: Megapixel)، یک میلیون پیکسل است. این عبارت، تنها برای مشخص‌کردن تعداد پیکسل‌های تصویر به‌کار نمی‌رود؛ بلکه کاربرد دیگر آن، نشان‌دادن شمار عناصر گیرندهٔ تصویر یا تعداد عناصر نمایشی نمایشگرهای دیجیتال است. برای مثال، دوربینی با ابعاد ۲۰۴۸×۱۵۳۶ عنصر حسگر را معمولاً «۳٫۱ مگاپیکسل» (۳٬۱۴۵٬۷۲۸ = ۱۵۳۶ × ۲۰۴۸) می‌خوانند. از مگاپیکسل اغلب به‌عنوان یکی از مشخصه‌های بهتربودن یاد می‌شود. به‌همین‌خاطر یکی از ویژگی‌هایی است که کیفیت دوربین را مشخص می‌کند.
یکی از مواردی که در رقابت‌های بازاریابی دوربین‌های عکاسی دیجیتال به‌شکل نادرست مصطلح شده است این عبارت می‌باشد: «هر چقدر عدد مگاپیکسل بیشتر باشد بهتر خواهد بود» اما این گونه ارزیابی لزوماً درست نبوده و تعداد پیکسل‌ها تنها یکی از عوامل متعدد تأثیرگذار در کیفیت تصویر می‌باشد و لزوماً افزایش تعداد پیکسل‌ها نشانه بهتر بودن دوربین نخواهد بود. میزان کیفیت هر پیکسل را می‌توان بر حسب مواردی همچون دقت هندسی، دقت رنگ، گسترهٔ دینامیکی و میزان نویز مورد بررسی قرار داد. کیفیت پیکسل به عوامل مختلفی ازجمله تعداد تشخیص دهنده‌های تصویر، کیفیت لنز، نوع سنسور، اندازه دیدودهای حساس به نور، کیفیت مؤلفه‌های دوربین، توانایی پردازشگر دوربین و فرمت ذخیره‌سازی بستگی دارد.
دقت هندسی:
| « | دقت هندسی و سه بعد نمایی با توجه به تعداد پیکسل‌های مستقر بر روی سنسور و میزان قابلیت لنز در تطبیق با رزولوشن آن تعیین می‌گردد. | » |

دقت رنگ:
| « | در نمونه‌های قدیمی سنسور، از آرایه فیلتر رنگی ای استفاده می‌شد که تنها دارای یک سلول حساس به نور در هر پیکسل بوده و بنابراین به علت از دست رفتن بعضی از پیکسل‌ها در هر کانال رنگ که بر اساس الگوریتم‌های “Demosaicing” برآورد شده بود بعضی از رنگ‌ها با دقتی پایین در لبه‌های تصویر نمایان می‌شدند. سنسورهای "Foveon" مجهز به سه "ردیاب تصویر" در جایگاه هر پیکسل بوده که به این ترتیب می‌توانند با حذف آثار غیرطبیعی "Artifacts" رنگ‌هایی با دقت بالاتر ارائه دهند. متأسفانه میزان حساسیت این سنسورها پایین‌تر از نمونه سنسورهای قدیمی می‌باشد. | » |

گستره دینامیکی:
| « | اندازه جایگاه هر پیکسل بر اساس انداره دیود حساس به نور تعیین می‌شود که این امر تأثیر بسیاری بر گستره دینامیکی خواهد داشت. سنسورهایی که از کیفیت بالاتری برخوردار می‌باشند قادر به بازدهی گستره دینامیکی بزرگتری بوده که این موضوع در هنگام ذخیزه سازی پیکسل‌ها در فرمت فایل‌های تصویری RAW قابل توجه می‌باشد. | » |

نویز:
ارزش پیکسل شامل دو مؤلفه زیر می‌باشد:
1. پیکسل‌های دقیق که هدف اصلی شما هستند (پیکسل‌های سالم)
2. پیکسلهایی که شما تمایل رویت آن‌ها را در تصویر ندارید (نویز)

نتیجه‌گیری:
| « | متأسفانه شاخص کیفیتی مشخصی جهت مقایسه کیفیت تصاویر ثبت شده توسط سنسورهای مختلف وجود ندارد. برای مثال سنسور ۳ مگاپیکسلی نوع "Faveon" که از ۹ میلیون "ردیاب تصویر" در جایگاه ۳ میلیون پیکسل استفاده می‌کند. بازده کیفیتی آن نسبت به تصاویر ۳ مگاپیکسلی بیشتر و نسبت به تصاویر مرسوم ۹ مگاپیکسلی پایین‌تر می‌باشد که این امر بستگی به میزان "ISO" نیز خواهد داشت. تصویر ثبت شده توسط یک دوربین ۶ مگاپیکسلی کامپکت دیجیتال کیفیت پایین‌تری را نسبت به تصویر ثبت شده توسط دوربین ۶ مگاپیکسلی SLR دیجیتال را ارائه می‌دهد. | » |

با توجه به مطالب فوق شما می‌بایست بر اساس کاربرد مورد نظرتان دوربین عکاسی خود را انتخاب کنید. برای مثال اگر قرار است تصاویر گرفته‌شده را در ابعاد بزرگ چاپ کنید، تعداد رزولوشن برای شما اهمیت بیشتری پیدا خواهد کرد.